# Haggertyit
Haggertyit là một khoáng vật hiếm gặp của bari, sắt, magiê, titanat: Ba(Fe2+6Ti5Mg)O19 được mô tả đầu tiên năm 1996 ở Murfreesboro, Quận Pike, Arkansas. Các tinh thể ánh kim dưới kính hiển vi có hình dạng sáu phương và tạo thành các tấm lục giác nhỏ cộng sinh với richterit và olivin của các thể tù mafic bị serpentinit hóa trong đá lamproit. Nó là một thành viên giàu sắt(II) của magnetoplumbit.
Nó được đặt tên thao nhà địa vật lý học Stephen E. Haggerty (sinh 1938) thuộc Đại học quốc tế Florida.